# Energia pulita (film)
Energia pulita (titolo originale Choke Canyon, negli Stati Uniti, e On Dangerous Ground, in Gran Bretagna) è un film d'azione fantascientifico del 1986, diretto da Charles Bail ed interpretato da Stephen Collins nel ruolo di protagonista. Il film è ispirato al tema delle fonti alternative di energia.

## Trama
Lo scienziato David Lowell porta la sua ricerca di Harward nello Utah, per condurlo nello stesso momento in cui la cometa di Hailey sta passando sulla Terra.